# Florian Pop
Florian Pop (Zalău, 4 de março de 1952) é um matemático romeno.